# Yerilda Zapata
Yerilda Alexandra Zapata Rodríguez (Puerto La Cruz, 3 de enero de 1998) es una atleta venezolana especializada en lanzamiento de disco. Zapata ha establecido los récords junior en Venezuela de lanzamiento de tanto disco como bala.

## Mejor desempeño
- Lanzamiento de bala: 12,60 metros (2017).[3]
- Lanzamiento de bala (3kg): 14,10 metros (2015)[3]
- Lanzamiento de disco: 48,61 metros (2020)[3]

## Récords
- Récord junior de Venezuela en lanzamiento de disco (desde 2015)[4]
- Récord junior de Venezuela en lanzamiento de bala (desde 2015)[4]